# Nogent-le-Roi
Nogent-le-Roi é uma comuna francesa na região administrativa do Centro, no departamento Eure-et-Loir. Estende-se por uma área de 12,99 km². Em 2010 a comuna tinha 4 098 habitantes (densidade: 315,5 hab./km²).